# Stenocercus iridescens
Stenocercus iridescens är en ödleart som beskrevs av  Günther 1859. Stenocercus iridescens ingår i släktet Stenocercus och familjen Tropiduridae. Inga underarter finns listade i Catalogue of Life.